# 은행강도 대소동
은행강도 대소동(Una vita spericolata, Reckless)은 이탈리아에서 제작된 마르코 폰티 감독의 2018년 코미디, 액션 영화이다. 로렌조 리첼미 등이 주연으로 출연하였다.

## 출연

### 주연
- 로렌조 리첼미
- 에우제니오 프란체스키니
- 마틸다 데 안젤리스

### 조연
- 안토니오 게라르디